# JFFS2
저널링 플래시 파일 시스템 버전 2(영어: Journalling Flash File System, version 2 흔히들 JFFS2라고 한다.)는 플래시 메모리 장치에 쓰이는 리눅스 로그 구조 파일 시스템이다. 이전 버전으로는 JFFS가 있다.
JFFS2는 리눅스 커널 2.4.10 릴리즈부터 리눅스 커널에 포함되었다. JFFS는 오픈 펌웨어, eCOS RTOS, 레드부터 부트로더 등에서도 사용할 수 있다.
후속 버전으로, LogFS라는 파일 시스템은 JFFS2를 대체할 목적으로 다수의 개발자들이 개발하고 있다. LogFS는 JFFS2보다 더 큰 용량의 장치들을 적용 대상으로 하고 있다.

## 특징
JFFS2에는 다음과 같은 점이 새로워졌다.
- NAND 플래시 메모리 장치에 대한 지원이 추가되었다. 일반적인 NAND 장치는 순차적 입출력 인터페이스를 통해 동작한다. 또한 읽기 동작을 메모리-맵트(memory-mapped) 방식으로 할 수 없다. 그러므로, NAND 플래시 메모리 장치를 위한 JFFS2를 개발하는 데에는 많은 노력이 필요하였다.
- 하드 링크(Hard links) 온-디스크 포맷 때문에 JFFS에서는 불가능하였다.
- 압축. zlib, rubin, rtime의 세 종류의 압축 알고리즘을 사용할 수 있다.
- 성능 향상. JFFS는 디스크를 순수한 원형 로그(circular log)로 간주하였다. 이 때문에 불필요한 I/O가 꽤 많이 발생하였다. JFFS2의 쓰레기 수집 알고리즘은 이러한 I/O 빈도를 꽤 많이 줄여준다.

## 설계
JFFS에서와 마찬가지로, JFFS2에서는 파일이나 디렉터리에 대한 변경 사항은 일종의 "로그"로서 "노드"에 기록된다. "노드"에는 다음 두 가지 종류가 있다.
- 아이노드(inodes): 파일 메타데이터를 내용으로 하는 헤더 및 그 뒤에 붙는 파일 데이터 페이로드로 구성된다. 압축된 페이로드는 한 페이지(page)로 크기가 제한된다.
- 디렉터리 엔트리 노드(dirent nodes): 이름 및 inode 번호를 담고 있는 디렉터리 엔트리들로 구성된다. 하드 링크는 같은 inode 번호를 갖고 있는 다른 이름의 디렉터리 엔트리로 표현된다. Inode 번호 0번은 unlink를 표현한다.

JFFS에서와 마찬가지로, 노드는 처음에 생성될 때 "유효"(valid) 상태로 시작한다. 노드들은 처음에는 "유효"(valid) 상태로 시작했다가 나중에 그 노드의 새로운 버전이 장치 내 어디선가 생성되면 "쓸모없음"(obsolete) 상태가 된다.
하지만, JFFS에서와는 달리, JFFS2에는 순환 로그(circular log)가 없다. 대신, JFFS는. 플래시 장치의 지우기 동작의 세그먼트의 크기와 같은 크기의 "블록"(block)들을 활용한다. 블록들은 한 번에 한 블록씩 채워진다. "깨끗한"(clean) 블록은 "유효한"(valid) 노드들만을 담고 있는 블록을 말한다. "더러운"(dirty) 블록은 적어도 한 개의 "쓸모없는"(obsolete) 노드를 갖고 있는 블록을 말한다. "빈"(free) 블록은 노드들을 갖고 있지 않은 블록을 말한다.
쓰레기 수집 알고리즘은 백그라운드로 수행된다. 이 작업은 "더러운"(dirty) 블록들을 빈 블록들로 전환시킨다. 블록 내의 "유효한"(valid) 노드들만을 새로운 블록으로 옮기고, 블록 내의 "쓸모없는"(obsolete) 블록들은 그냥 놓아 둔다. 마지막으로 "더러운"(dirty) 블록들을 삭제한다. 또한, 그 블록에 빈 블록이라는 것을 나타내는 특별한 마커를 지정해주는 태그를 달아준다. (지우기 동작 중 전원이 갑자기 나갔을 경우의 혼란을 없애준다.)
웨어 레벨링을 보다 공평하게 하기 위해서, 또한 거의 정적인 파일 시스템이 너무 집중화되는 것을 방지하기 위해서, 쓰레기 수집기(garbage collector)는 가끔 "깨끗한"(clean) 블록을 소모하기도 한다.

## 단점
- 마운트 시점에 모든 노드들이 한 번은 스캔되어야 한다. 이 동작은 시간이 걸린다. 테라바이트 정도 용량의 플래시 장치를 쓸 경우 큰 문제가 된다.
- 수많은 작은 크기의 블록들을 쓰는 것은 압축률에 부정적이 영향을 가져온다. 응용 프로그램으로 하여금 큰 크기의 쓰기 버퍼를 갖게 하는 일이 중요해진다.
- 장치의 남은 공간이 얼마인지 정확하게 계산할 수 있는 실질적인 방법이 존재하지 않는다. 장치의 남은 공간은 데이터가 얼마나 압축될지, 또한 어떤 순서로 쓰기(writing)될지에 의해 결정되기 때문이다...

## 같이 보기
- JFFS
- YAFFS
- SquashFS
- UBIFS